# 美朗多吉
美朗多吉（1962年—），藏族，中华人民共和国作曲家，西藏自治区文联副主席、西藏自治区歌舞团副团长、第十一届全国政协委员。
2008年，当选第十一届全国政协委员，代表文化艺术界，分入第二十八组。